# Hans Lubsczyk
Hans Lubsczyk (* 30. Mai 1911 in Leipzig; † 29. Februar 2008 in Zwochau bei Leipzig) war ein deutscher römisch-katholischer Geistlicher und Alttestamentler.

## Leben
Hans Lubsczyk wuchs als Sohn eines aus Oberschlesien stammenden Postbeamten in Leipzig auf, wo er das Schiller-Realgymnasium besuchte. Nach dem Abitur 1930 studierte er ein Semester Philosophie und Soziologie an der Universität Leipzig. Danach begann er das Studium der Theologie im Priesterseminar Fulda. Auf Wunsch des Meißener Bischofs Petrus Legge setzte er das Studium 1933/34 in Paderborn fort, 1934 trat er in das Pastoralseminar Schmochtitz (bei Bautzen). Während eines Seelsorgepraktikums in Leipzig-Gohlis wurde er Ostern 1937 wegen der Vervielfältigung der Enzyklika Pius XI. „Mit brennender Sorge“ inhaftiert.
Am 26. Mai (Himmelfahrt) 1938 empfing er in seiner Heimatpfarrei in Leipzig-Gohlis die Priesterweihe und war zunächst Kaplan an der Hofkirche in Dresden. 1941 wurde er als Sanitäter zum Kriegsdienst verpflichtet. Nach Kriegsende 1945 trat er dem Leipziger Oratorium des Philipp Neri bei und war in der Seelsorge tätig. Von 1956 bis 1961 studierte er das Fach Altes Testament an der Westfälischen Wilhelms-Universität Münster. Bei Hermann Eising wurde er 1961 mit der Arbeit „Der Auszug Israels aus Ägypten“ mit summa cum laude promoviert. 
1961 wurde er Lehrstuhlvertreter für Altes Testament am Philosophisch-Theologischen Studium in Erfurt, dem damals rein kirchlichen Vorläufer der Theologischen Fakultät der heutigen Erfurter Universität. 1971 erhielt er ebenda einen Ruf als Professor für Exegese des Alten Testaments. 1973 bis 1974 war er Rektor des Philosophisch-Theologischen Studiums. Nach seiner Emeritierung 1976 widmete er sich der Fokolarbewegung, in deren Siedlungen in Ottmaring (bei Augsburg) und Montet (Kanton Freiburg) er lebte und lehrte.

## Wirken
Bereits vor seinem Studium in Münster wurde er mit seinem ersten Werk „Der Bund mit Gott“ bekannt, das mehrfach aufgelegt und in mehreren Sprachen übersetzt wurde. Neben zahlreichen Publikationen war Lubsczyk Mitherausgeber der „Geistlichen Schriftlesung“.
1965 war Lubsczyk Teilnehmer an der vierten Sitzungsperiode des Zweiten Vatikanischen Konzils. in den Jahren 1968 und 1969 war er Teilnehmer an der Diözesansynode des Bistums Meißen. Seit 1971 engagierte er sich in der Fokolarbewegung.